# Mulciber ruficornis
Mulciber ruficornis là một loài bọ cánh cứng trong họ Cerambycidae.